# Dadach Huseynov
Dadach Huseynov (en azéri: Hüseynov Dadaş Ağa-Cavad oğlu ; né le 27 décembre 1959 à Bakou) est un Docteur en sciences géologiques et minéralogiques, membre correspondant de l'ANAS (2017).

## Biographie
Dadach Agha-Javad oglu Huseynov est né dans une famille d'intellectuels. En 1982, il est diplômé de l'Université d'État d'Azerbaïdjan (aujourd'hui BSU) avec mention en ingénierie géologue.
Dadach Huseynov travaille à l'Institut de géologie et de géophysique du Ministère de l'Éducation et de la Science d'Azerbaïdjan depuis décembre 1984. Il participe activement aux travaux expéditionnaires de l'Institut de géologie pendant trois ans à partir de 1979, étant encore étudiant à l'Université d'État d'Azerbaïdjan. Après avoir terminé son service militaire, D.Huseynov est invité à l'Institut de géologie de l'Académie nationale des sciences d'Azerbaïdjan (à présent du MSERA).

## Parcours professionnel
Au cours de sa carrière, D.Huseynov occupe successivement les postes d'ingénieur (1984-1986), ingénieur principal (1986-1991), chercheur (1991-1993), chercheur principal (1996-2002) , et de 2002 à 2011, il est nommé à la tête du secteur SIG (système d'information géographique), qu'il contribue à organiser. De 2003 à 2010, il travaille comme responsable du département Analyse SIG des données géologiques et géophysiques. Depuis avril 2010, il dirige le département Modélisation de Bassin et Géotechnologies.
Depuis 2013 et actuellement, D.Huseynov travaille comme directeur adjoint des affaires scientifiques de l'Institut de géologie et de géophysique du MSE de la République d'Azerbaïdjan.
Dadach Huseynov est membre de la Société internationale de sédimentologie (IAS), de l'Association américaine des géologues pétroliers (AAPG) et de l'Association européenne des géoscientifiques et ingénieurs (EAGE).

## Distinction
- Médaille du Progrès (Azerbaïdjan)